# Skye Nicolson
Skye Brittany Nicolson (Meadowbrook, 27 agosto 1995) è una pugile australiana, dal 6 aprile 2024 al 22 marzo 2025 campionessa mondiale dei pesi piuma WBC.
Da dilettante, ha gareggiato nella categoria dei pesi piuma ai Giochi del Commonwealth del 2018, vincendo la medaglia d'oro.

## Biografia

### Primi anni di vita
Nicolson è nata al Logan Hospital di Meadowbrook, nel Queensland. Suo padre Allan, è di origine scozzese, di Glasgow, mentre sua madre Pat è di origine inglese, di Londra.
Skye Nicolson è cresciuta sulla Gold Coast dove ha frequentato l'Our Lady's College durante la sua educazione. Iniziò ad allenarsi nella boxe all'età di 12 anni nel sobborgo di Yatala sulla Gold Coast presso la Jamie Nicolson Memorial Gym, che prende il nome dal suo defunto fratello. I suoi fratelli, Jamie e Gavin, morirono in un incidente stradale un anno prima della sua nascita. Jamie fu uno dei più grandi pugili dilettanti della storia australiana prendendo parte ai Giochi Olimpici del 1992, vincendo anche una medaglia di bronzo ai Giochi del Commonwealth del 1990.

### Carriera dilettantistica
Nel 2016, Nicolson vinse il bronzo ai Campionati del mondo nella divisione dei pesi welter. Perse l'accesso alle Olimpiadi di Rio del 2016 passando di 4 classi di peso alla divisione dei pesi piuma. Gareggiando ai Giochi del Commonwealth della Gold Coast 2018 dove vinse l'oro. Nicolson sconfisse Michaela Walsh dall'Irlanda del Nord nell'incontro finale con una decisione divisa e si è portata a casa la vittoria nella sua città natale, la Gold Coast.
L'atleta del Queensland conquistò il suo posto nella squadra olimpica australiana di Tokyo 2020 all'evento di qualificazione Asia e Oceania 2020 tenutosi ad Amman, in Giordania, dopo aver sconfitto la mongola Bolortuul Tumurkhuyag.
Nicolson raggiunse i quarti di finale delle Olimpiadi di Tokyo 2020 prima di subire una sconfitta per 3–2 contro la britannica Karriss Artingstall. Si ritirò dalle competizioni amatoriali con un record di 107–32.

### Carriera professionistica
Skye Nicolson fece il suo debutto professionale il 3 marzo 2022 al Pechanga Resort & Casino di San Diego, contro la pugile americana Jessica Juarez. Nicolson vinse l'incontro con una decisione unanime.
Il 15 ottobre 2022, Nicolson sconfisse la connazionale Krystina Jacobs con decisione unanime vincendo così la sua prima cintura professionale, il campionato inaugurale dei pesi piuma femminile del Commonwealth a Brisbane, in Australia. L'incontro con Jacobs fu il primo incontro da professionista della Nicolson svoltosi in Australia.
Il 4 febbraio 2023 Skye Nicolson sconfisse la pugile spagnola Tania Alvarez con decisione unanime aggiudicandosi il titolo d'argento WBC femminile dei pesi piuma.
Il 15 settembre 2023 sfida la pugile argentina Sabrina Maribel Perez per il titolo provvisorio dei pesi piuma WBC all'Auditorio Municipal Fausto Gutierrez Moreno a Tijuana, in Messico. Al termine del decimo round si aggiudica la vittoria tramite decisione unanime dei giudici.
Il 25 novembre 2023 alla 3Arena di Dublino, Irlanda, Nicolson mantenne il suo titolo provvisorio dei pesi piuma WBC tramite TKO al nono round contro la svedese Lucy Wildheart.

#### Titolo femminile WBC dei pesi piuma

##### Nicolson vs Mahfoud
Nel gennaio 2024 venne annunciato che la Nicolson avrebbe affrontato la puglie danese Sarah Mahfoud per il vacante titolo WBC dei pesi piuma femminile in Australia. All'inizio di marzo, l'incontro era previsto per il 6 aprile 2024 a Las Vegas. Al termine del decimo round Nicolson sconfisse Mahfoud tramite decisione unanime (100-90, 100-90, 99-91), ottenendo così il titolo vacante.

##### Nicolson vs Vargas
Nicolson difese per la prima volta il suo titolo WBC dei pesi piuma contro la pugile dominicana Dyana Vargas al Wells Fargo Center di Filadelfia, Pennsylvania, il 13 luglio 2024, vincendo l'incontro tramite ancora una volta decisione unanime con tutti e tre i giudici in prima fila che segnarono la gara 100-90.

##### Nicolson vs Chapman
Nicolson difese per la seconda volta il suo titolo contro l'inglese Raven Chapman, precedentemente imbattuta, alla Kingdom Arena di Riad, Arabia Saudita, il 12 ottobre 2024, in quello che è stato il primo incontro di boxe per il titolo mondiale femminile tenutosi in Arabia Saudita e il primo incontro femminile a comparire in uno spettacolo della stagione di Riad. Skye Nicolson vinse l'incontro con decisione unanime, con scorecard di 98-92 e 99-91.

## Risultati nel pugilato
Di seguito, la lista degli incontri disputati da professionista:
| N. | Risultato | Record | Avversario              | Tipo | Round, tempo | Data              | Località                                                 | Note                                                                 |
| -- | --------- | ------ | ----------------------- | ---- | ------------ | ----------------- | -------------------------------------------------------- | -------------------------------------------------------------------- |
| 13 | Sconfitta | 12–1   | Tiara Brown             | SD   | 10           | 22 marzo 2025     | Qudos Bank Arena, Sydney Olympic Park, Australia         | Perde il titolo WBC femminile dei pesi piuma                         |
| 12 | Vittoria  | 12–0   | Raven Chapman           | UD   | 10           | 12 ottobre 2024   | Kingdom Arena, Riyadh, Arabia Saudita                    | Mantiene il titolo WBC dei pesi piuma femminili                      |
| 11 | Vittoria  | 11–0   | Dyana Vargas            | UD   | 10           | 13 luglio 2024    | Wells Fargo Center, Filadelfia, Pennsylvania, USA        | Mantiene il titolo WBC dei pesi piuma femminili                      |
| 10 | Vittoria  | 10–0   | Sarah Mahfoud           | UD   | 10           | 6 aprile 2024     | Fontainebleau Las Vegas, Winchester, Nevada, USA         | Vince il titolo vacante WBC dei pesi piuma femminile                 |
| 9  | Vittoria  | 9–0    | Lucy Wildheart          | TKO  | 9 (10), 1:11 | 25 novembre 2023  | 3Arena, Dublino, Irlanda                                 | Mantiene il titolo provvisorio dei pesi piuma WBC                    |
| 8  | Vittoria  | 8–0    | Sabrina Maribel Pérez   | UD   | 10           | 15 settembre 2023 | Auditorio Fausto Gutierrez Moreno, Tijuana, Messico      | Vince il titolo provvisorio dei pesi piuma WBC                       |
| 7  | Vittoria  | 7–0    | Linda Laura Lecca       | PTS  | 8            | 22 aprile 2023    | Motorpoint Arena, Cardiff, Galles                        |                                                                      |
| 6  | Vittoria  | 6–0    | Tania Alvarez           | UD   | 10           | 4 febbraio 2023   | Hulu Theater, New York City, USA                         | Vince il titolo vacante WBC Silver dei pesi piuma                    |
| 5  | Vittoria  | 5–0    | Krystina Jacobs         | UD   | 10           | 15 ottobre 2022   | South Bank Piazza, South Brisbane, Queensland, Australia | Vince il titolo inaugurale dei pesi piuma femminili del Commonwealth |
| 4  | Vittoria  | 4–0    | Gabriela Bouvier        | PTS  | 8            | 4 giugno 2022     | Motorpoint Arena, Cardiff, Galles                        |                                                                      |
| 3  | Vittoria  | 3–0    | Shanecqua Paisley Davis | UD   | 6            | 30 aprile 2022    | Madison Square Garden, New York City, USA                |                                                                      |
| 2  | Vittoria  | 2–0    | Bec Connolly            | PTS  | 6            | 26 marzo 2022     | First Direct Arena, Leeds, Inghilterra                   |                                                                      |
| 1  | Vittoria  | 1–0    | Jessica Juarez          | UD   | 6            | 3 marzo 2022      | Pechanga Arena, San Diego, California, USA               |                                                                      |